# Andrena pareklisiae
Andrena pareklisiae är en biart som beskrevs av Mavromoustakis 1957. Andrena pareklisiae ingår i släktet sandbin, och familjen grävbin. Inga underarter finns listade i Catalogue of Life.